# Brian Schultz
Brian Schultz (født 1981) er en dansk ishockeyspiller, der til daglig spiller for Rødovre Mighty Bulls, som han indgik en to-årig kontrakt med forud for sæsonen 2007/08. Kontrakten blev dog, som alle andre i Rødovre, annulleret efter oprettelsen af RMB II A/S, men Schultz valgte at blive det ekstra år.
Schultz' foretrukne position på isen er forward.
Før hans kontrakt med Rødovre havde han spillet i naboklubberne Herlev Hornets og senest TOTEMPO HViK, men en ellers lovende karriere blev sat i stå af en fængselsdom for indsmugling af ecstasy.[kilde mangler]